# Anicla cemolia
Anicla cemolia là một loài bướm đêm trong họ Noctuidae.